# Потока
Потока е село в Южна България. То се намира в община Смолян, област Смолян.

## География
Село Потока се намира в планински район.